# امبرون اوتوز آلپ
اُمبرون (تلفظ در فرانسوی: [ɑ̃bʁœ̃]  تلفظ فرانسوی اُمبِقاون ; اکسیتان: Ambrun pronounced [amˈbryn] , لاتین: Ebrodunum , Ebrudunum، و Eburodunum) یک کمون در بخش اتز-آلپ در منطقه پروانس-آلپ-کوت دازور در جنوب شرقی فرانسه است.

## توضیحات

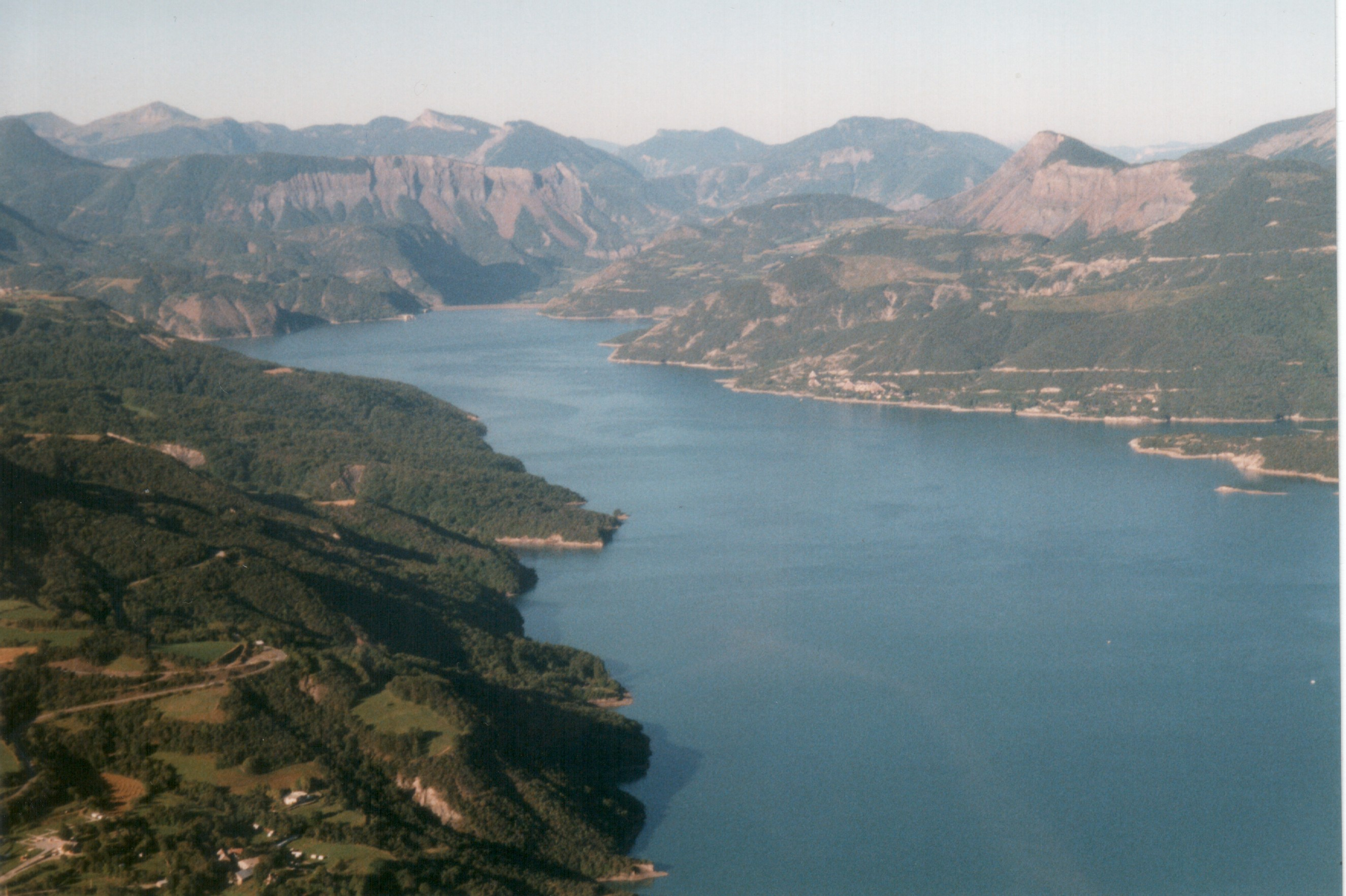
دریاچه سر پونسون، ذخیره آب در بخش آلپ-دو-اوت-پرووانس، در جنوب شرقی فرانسه

دریاچه سر پونسون بین گپ و بریانسون و در انتهای شرقی یکی از بزرگ‌ترین دریاچه‌های مصنوعی اروپای غربی قرار دارد:
شهر کانادایی امبرون در انتاریو در سال ۱۸۵۶ از نام این شهر گرفته شده است.